# Marc López
Marc López Tarrés (Barcelona, 31 de julio de 1982) es un extenista y entrenador de tenis español. Empezó a jugar a la edad de ocho años y es profesional desde 1999. Comenzó su carrera jugando principalmente torneos individuales, llegando a alcanzar el puesto 106 de la clasificación ATP. Sin embargo, en los últimos años, se ha especializado en el circuito de dobles donde, tras jugar con distintos compañeros como Rafael Nadal, David Marrero, Marcel Granollers o Feliciano López (a quien entrena también desde 2020), se ha establecido como uno de los mejores doblistas del mundo, siendo sus mayores victorias hasta el momento el torneo de Roland Garros en 2016 junto a Feliciano López y el ATP World Tour Finals en 2012 junto a Marcel Granollers, así como la medalla de oro lograda junto a Rafael Nadal en los Juegos Olímpicos de Río 2016. Alcanzó su mejor clasificación como doblista en enero de 2013 situándose en la tercera posición del ranking ATP tras clasificarse para las semifinales del Abierto de Australia.

## Torneos de Grand Slam

### Dobles

#### Títulos (1)
| Año  | Torneo        | Pareja          | Oponentes en la final | Resultado        |
| 2016 | Roland Garros | Feliciano López | Bob Bryan Mike Bryan  | 6-4, 6-7(6), 6-3 |

#### Finalista (3)
| Año  | Torneo             | Pareja            | Oponentes en la final                   | Resultado   |
| 2014 | Roland Garros      | Marcel Granollers | Julien Benneteau Édouard Roger-Vasselin | 3-6, 6-7(1) |
| 2014 | Abierto de EE. UU. | Marcel Granollers | Bob Bryan Mike Bryan                    | 3-6, 4-6    |
| 2017 | Abierto de EE. UU. | Feliciano López   | Jean-Julien Rojer Horia Tecău           | 4-6, 3-6    |

## Títulos ATP (14; 0+14)

### Dobles (14)
| Leyenda                    |
| Grand Slam (1)             |
| ATP Wourld Tour Finals (1) |
| Juegos Olímpicos (1)       |
| ATP Masters 1000 (3)       |
| ATP World Tour 500 (2)     |
| ATP World Tour 250 (6)     |

| N.º | Fecha                   | Torneo                | Superficie    | Pareja            | Oponentes en la final                  | Resultado           |
| --- | ----------------------- | --------------------- | ------------- | ----------------- | -------------------------------------- | ------------------- |
| 1.  | 9 de enero de 2009      | Doha                  | Dura          | Rafael Nadal      | Daniel Nestor Nenad Zimonjić           | 4-6, 6-4, [10-8]    |
| 2.  | 20 de marzo de 2010     | Indian Wells          | Dura          | Rafael Nadal      | Daniel Nestor Nenad Zimonjić           | 7-6(8), 6-3         |
| 3.  | 9 de mayo de 2010       | Estoril               | Tierra batida | David Marrero     | Pablo Cuevas Marcel Granollers         | 6-7(1), 6-4, [10-4] |
| 4.  | 25 de julio de 2010     | Hamburgo              | Tierra batida | David Marrero     | Jeremy Chardy Paul Henri Mathieu       | 6-3, 2-6, [10-8]    |
| 5.  | 7 de enero de 2011      | Doha                  | Dura          | Rafael Nadal      | Andreas Seppi Daniele Bracciali        | 6-3, 7-6(4)         |
| 6.  | 18 de marzo de 2012     | Indian Wells          | Dura          | Rafael Nadal      | John Isner Sam Querrey                 | 6-2, 7-6(3)         |
| 7.  | 20 de mayo de 2012      | Roma                  | Tierra batida | Marcel Granollers | Łukasz Kubot Janko Tipsarević          | 6-3, 6-2            |
| 8.  | 22 de julio de 2012     | Gstaad                | Tierra batida | Marcel Granollers | Robert Farah Santiago Giraldo          | 6-4, 7-6(9)         |
| 9.  | 12 de noviembre de 2012 | ATP World Tour Finals | Dura (i)      | Marcel Granollers | Mahesh Bhupathi Rohan Bopanna          | 7-5, 3-6, [10-3]    |
| 10. | 16 de febrero de 2014   | Buenos Aires          | Tierra batida | Marcel Granollers | Pablo Cuevas Horacio Zeballos          | 7-5, 6-4            |
| 11. | 8 de enero de 2016      | Doha                  | Dura          | Feliciano López   | Philipp Petzschner Alexander Peya      | 6-4, 6-3            |
| 12. | 4 de junio de 2016      | Roland Garros         | Tierra batida | Feliciano López   | Bob Bryan Mike Bryan                   | 6-4, 6-7(6), 6-3    |
| 13. | 12 de agosto de 2016    | JJ.OO. Río 2016       | Dura          | Rafael Nadal      | Florin Mergea Horia Tecău              | 6-2, 3-6, 6-4       |
| 14. | 29 de abril de 2018     | Barcelona             | Tierra batida | Feliciano López   | Aisam-ul-Haq Qureshi Jean-Julien Rojer | 7-6(5), 6-4         |

#### Finalista (19)
| N.º | Fecha                   | Torneo            | Superficie    | Pareja            | Oponentes en la final                   | Resultado           |
| --- | ----------------------- | ----------------- | ------------- | ----------------- | --------------------------------------- | ------------------- |
| 1.  | 18 de abril de 2004     | Valencia          | Tierra batida | Feliciano López   | Gastón Etlis Martín Rodríguez           | 5-7, 6-7(5)         |
| 2.  | 31 de octubre de 2010   | Montpellier       | Dura          | Eduardo Schwank   | Stephen Huss Ross Hutchins              | 2-6, 6-4, [7-10]    |
| 3.  | 6 de febrero de 2011    | Zagreb            | Dura (i)      | Marcel Granollers | Dick Norman Horia Tecău                 | 3-6, 4-6            |
| 4.  | 1 de mayo de 2011       | Estoril           | Tierra batida | David Marrero     | Eric Butorac Jean-Julien Rojer          | 4-6, 2-6            |
| 5.  | 16 de julio de 2011     | Stuttgart         | Tierra batida | Marcel Granollers | Philipp Petzschner Jurgen Melzer        | 3-6, 4-6            |
| 6.  | 3 de marzo de 2012      | Acapulco          | Tierra batida | Marcel Granollers | David Marrero Fernando Verdasco         | 3-6, 4-6            |
| 7.  | 29 de abril de 2012     | Barcelona         | Tierra batida | Marcel Granollers | Mariusz Fyrstenberg Marcin Matkowski    | 6-2, 6-7(7), [8-10] |
| 8.  | 14 de julio de 2012     | Umag              | Tierra batida | Marcel Granollers | David Marrero Fernando Verdasco         | 6-4, 6-7(4)         |
| 9.  | 12 de agosto de 2012    | Toronto           | Dura          | Marcel Granollers | Bob Bryan Mike Bryan                    | 1-6, 6-4, [10-12]   |
| 10. | 18 de agosto de 2013    | Cincinnati        | Dura          | Marcel Granollers | Bob Bryan Mike Bryan                    | 4-6, 6-4, [4-10]    |
| 11. | 7 de junio de 2014      | Roland Garros     | Tierra batida | Marcel Granollers | Julien Benneteau Édouard Roger-Vasselin | 3-6, 6-7(1)         |
| 12. | 7 de septiembre de 2014 | Abierto de EE.UU. | Dura          | Marcel Granollers | Bob Bryan Mike Bryan                    | 3-6, 4-6            |
| 13. | 3 de mayo de 2015       | Estoril           | Tierra batida | David Marrero     | Treat Huey Scott Lipsky                 | 1-6, 4-6            |
| 14. | 17 de mayo de 2015      | Roma              | Tierra batida | Marcel Granollers | Pablo Cuevas David Marrero              | 4-6, 5-7            |
| 15. | 27 de febrero de 2016   | Dubái             | Dura          | Feliciano López   | Simone Bolelli Andreas Seppi            | 2-6, 6-3, [12-14]   |
| 16. | 15 de abril de 2017     | Marrakech         | Tierra batida | Marcel Granollers | Dominic Inglot Mate Pavić               | 4-6, 6-2, [9-11]    |
| 17. | 24 de abril de 2017     | Montecarlo        | Tierra batida | Feliciano López   | Rohan Bopanna Pablo Cuevas              | 3-6, 6-3, [4-10]    |
| 18. | 30 de julio de 2017     | Hamburgo          | Tierra batida | Pablo Cuevas      | Ivan Dodig Mate Pavić                   | 3-6, 4-6            |
| 19. | 8 de septiembre de 2017 | Abierto de EE.UU. | Dura          | Feliciano López   | Jean-Julien Rojer Horia Tecău           | 4-6, 3-6            |

## Challengers y Futures (5+14)
| Leyenda            |
| ------------------ |
| Challengers (4+11) |
| Futures (1+3)      |

### Individuales (5)
| N.º | Fecha      | Torneo      | Superficie    | Oponente        | Resultado        |
| --- | ---------- | ----------- | ------------- | --------------- | ---------------- |
| 1.  | 14.09.2003 | Budapest-2  | Tierra batida | Mariano Delfino | 6-4, 2-6, 7-5    |
| 2.  | 07.05.2006 | Telde       | Tierra batida | Benedikt Dorsch | 6-0, 6-1         |
| 3.  | 10.09.2006 | Brasov      | Tierra batida | Victor Crivoi   | 4-6, 6-3, 7-6(8) |
| 4.  | 22.02.2009 | Tánger      | Tierra batida | Pere Riba       | 5-7, 6-4, 7-6(9) |
| 5.  | 03.06.2001 | Alemania F4 | Tierra batida | Leonardo Olguin | 6-3, 6-2         |

#### Finalista en individuales (5)
| N.º | Fecha      | Torneo     | Superficie    | Oponente        | Resultado        |
| --- | ---------- | ---------- | ------------- | --------------- | ---------------- |
| 1.  | 04.04.2004 | Cagliari   | Tierra batida | Didac Pérez     | 4-6, 1-6         |
| 2.  | 05.06.2005 | Ettlingen  | Tierra batida | Adrián García   | 4-6, 4-6         |
| 3.  | 12.08.2007 | Vigo       | Tierra batida | Máximo González | 2-6, 4-6         |
| 4.  | 02.07.2000 | Hungría F2 | Tierra batida | Tapio Nurminen  | 3-6, 1-6         |
| 5.  | 23.07.2000 | España F2  | Tierra batida | Gorka Fraile    | 6-7(1), 6-4, 2-6 |

### Dobles (14)
| N.º | Fecha      | Torneo        | Superficie        | Compañero              | Oponentes                                          | Resultado           |
| --- | ---------- | ------------- | ----------------- | ---------------------- | -------------------------------------------------- | ------------------- |
| 1.  | 04.04.2004 | Barletta      | Tierra batida     | Fernando Vicente       | Jaroslav Levinsky David Skoch                      | 7-6(6), 4-6, 6-4    |
| 2.  | 05.06.2005 | Ettlingen     | Tierra batida     | Albert Portas          | Jeroen Masson Gabriel Trujillo-Soler               | 3-6, 6-1, 7-5       |
| 3.  | 11.06.2006 | Turín         | Tierra batida     | Marcel Granollers      | Leonardo Azzaro Flavio Cipolla                     | 6-4, 6-3            |
| 4.  | 22.01.2007 | La Serena     | Tierra batida     | Simone Vagnozzi        | Carlos Berlocq Brian Dabul                         | 3-6, 6-3, [10-1]    |
| 5.  | 28.01.2007 | Santiago      | Tierra batida     | Brian Dabul            | Pablo Cuevas Horacio Zeballos                      | 6-2, 3-6, [10-8]    |
| 6.  | 13.05.2007 | Maspalomas    | Tierra batida     | Marcel Granollers      | Leonardo Azzaro Rainer Eitzinger                   | 3-6, 6-1, [10-3]    |
| 7.  | 29.07.2007 | Poznan        | Tierra batida     | Santiago Ventura       | Flavio Cipolla Ivo Klec                            | 6-2, 5-7, [10-3]    |
| 8.  | 09.09.2007 | Freudenstadt  | Tierra batida     | Martín Vilarrubi       | Martin Slanar Pavel Snobel                         | 6-2, 6-7(5), [10-5] |
| 9.  | 20.04.2008 | Atenas        | Tierra batida     | Gabriel Trujillo-Soler | Konstantinos Economidis Alexandros Jakupovic       | 6-4, 6-4            |
| 10. | 24.08.2008 | San Sebastián | Tierra batida     | Gabriel Trujillo-Soler | Rubén Ramírez Hidalgo José Antonio Sánchez-de Luna | 6-7(3), 6-3, [10-6] |
| 11. | 01.03.2009 | Meknes        | Tierra batida     | Lamine Ouahab          | Alessio di Mauro Giancarlo Petrazzuolo             | 6-3, 7-5            |
| 12. | 28.01.2001 | Francia F3    | Tierra batida (i) | Santiago Ventura       | Relja Fiser-Dulic Nir Welgreen                     | 7-5, 7-6(4)         |
| 13. | 06.03.2016 | España F6     | Tierra batida     | Jaume Munar            | Goncalo Oliveira Akira Santillan                   | 6-7(4), 6-3, [10-7] |
| 14. | 26.02.2017 | España F6     | Dura              | Jaume Munar            | Jonathan Kanar Mick Lescure                        | 6-3, 6-1            |

#### Finalista en dobles (6)
| N.º | Fecha      | Torneo    | Superficie    | Compañero              | Oponentes                              | Resultado           |
| --- | ---------- | --------- | ------------- | ---------------------- | -------------------------------------- | ------------------- |
| 1.  | 23.09.2001 | Sevilla   | Tierra batida | Santiago Ventura       | Stefano Galvani Vincenzo Santopadre    | 4-6, 4-6            |
| 2.  | 07.10.2001 | Cagliari  | Tierra batida | Fernando Vicente       | Juan Ignacio Carrasco Álex López Morón | 2-6, 6-4, 4-6       |
| 3.  | 08.09.2002 | Brindisi  | Tierra batida | Salvador Navarro       | Mariano Delfino Sergio Roitman         | 6-7(4), 7-6(3), 4-6 |
| 4.  | 23.03.2008 | Tánger    | Tierra batida | Gabriel Trujillo-Soler | Miguel Ángel López Jaén Ivan Navarro   | 3-6, 7-6(5), [9-11] |
| 5.  | 05.10.2008 | Tarragona | Tierra batida | Marc Fornell-Mestres   | Daniel Koellerer Dusan Karol           | 2-6, 2-6            |
| 6.  | 23.07.2000 | España F2 | Tierra batida | Ángel José Martín      | Óscar Hernández Marcos Roy-Girardi     | 6-3, 6-7(7), 4-6    |

## Premios, reconocimientos y distinciones
| Distinción                                       | Año  |
| ------------------------------------------------ | ---- |
| Medalla de Oro - Real Orden del Mérito Deportivo | 2016 |